# Clayville (New York)
Clayville est un village du comté d'Oneida, dans l'État de New York, aux États-Unis,. En 2010, il comptait une population de 350 habitants.

## Démographie
Lors du recensement de 2010, le village comptait une population de 350 habitants. Elle est estimée, en 2016, à 339 habitants.